# Сталин во Второй мировой войне
Сталин во Второй мировой войне — действия, роль и влияние Иосифа Сталина на те или иные события, в ходе Второй мировой и Великой Отечественной войны периода 1939—1945 годов.

## Сталин в начале Второй мировой войны
30 сентября 1938 года Чемберлен от имени Великобритании, Даладье от имени Франции, Гитлер от имени Германии, Муссолини от имени Италии, подписали Мюнхенское соглашение, в советской историографии часто называемое «Мюнхенский сговор». Этим соглашением, вопреки данным ранее Великобританией гарантиям, вопреки договору о взаимопомощи с Францией, гитлеровской Германии передавалась Судетская область Чехословакии — один из крупнейших военно-промышленных регионов Европы. К этому моменту у СССР с Чехословакией был заключён Пражский договор, согласно которому СССР обязывался в случае нападения оказать непосредственную военную помощь Чехословакии против гитлеровской Германии. Несмотря на отказ Польши, также претендовавшей на территории Чехословакии, пропустить советские войска в случае нападения Германии на Чехословакию, СССР 19 сентября 1938 года подтверждает свою готовность вступить в войну с Гитлером, в случае нападения. К состоявшимся 29—30 сентября 1938 года переговорам в Мюнхене, решавшим судьбу Судетской области, представители СССР допущены не были, а представителям Чехословакии вынесли уже подписанное остальными участниками соглашение и, фактически заставили его подписать, несмотря на протесты. 21 сентября 1938 года, в самый разгар судетского кризиса, польские деятели предъявили чехам ультиматум о «возвращении» им Тешинской области, где проживало 80 тысяч поляков и 120 тысяч чехов. После заключения Мюнхенского соглашения Польша одновременно с Германией ввела войска на территорию Чехословакии и аннексировала Тешинскую область.
В условиях попустительства со стороны западных демократий экспансионистским планам Гитлера, руководство СССР расценивало эти действия, как преднамеренное усиление Германии с целью подталкивания её к войне против СССР. В целях противодействия этим планам были предприняты дипломатические шаги, в результате которых 23 августа 1939 года между СССР и Германией был заключён договор о ненападении.
1 сентября 1939 года, германские войска напали на Польшу с запада. 1 сентября президент Польши И. Мосцицкий покидает столицу. 4—5 сентября из столицы эвакуируется правительство. 6—7 сентября бежит главнокомандующий Э. Рыдз-Смиглы. 17 сентября, после окружения Варшавы и фактического бегства польского правительства и развала Польского государства, Советский Союз ввёл войска в Польшу с востока и занял, в итоге, территории, по так называемой «линии Керзона» — установленной странами Антанты границе, которую Польша признала 10 июля 1920 года, но существенно расширила в результате войны с РСФСР 1920 года за счёт земель Украины и Белоруссии. Вслед за тем были заключены договоры с Латвией, Литвой и Эстонией; в них был введён ограниченный контингент советских войск. 14—16 июня правительствам этих стран были предъявлены ультиматумы, поддержанные внутренними просоветскими силами, в результате чего существовавшие в них правительства были смещены и низложены, введены дополнительные контингенты советских войск, вооружённые и полицейские силы этих стран были распущены, а территории вошли в состав СССР. Одновременно (26 июня) СССР предъявил ультиматум Румынии и занял Бессарабию, ранее входившую в состав Российской империи и оккупированную Румынией в 1918 году. На этой территории была провозглашена Молдавская ССР.
30 ноября 1939 после Майнильского инцидента СССР объявил войну Финляндии (см. Советско-финская война 1939—1940 гг.), создав и официально признав просоветское «народное правительство» из финских коммунистов. Советское наступление встретило упорное сопротивление. После трёх с половиной месяцев тяжёлых боёв, сопровождавшихся значительными потерями, СССР сумел добиться осуществления программы-минимум — занять Выборг и отодвинуть границу от Ленинграда (проходившую ранее в 30 км от него).
С лета 1940 начались трения между Германией и СССР: правительство нацистской Германии выразило недовольство присоединением Буковины к СССР, СССР, в свою очередь, был недоволен тем, что Второй Венский арбитраж был произведён без советского участия и без учёта советских интересов в отношении Болгарии и Румынии. Советское руководство также было встревожено усилением немецкого влияния в Румынии и Финляндии.
Для прояснения отношений между Германией и СССР в ноябре 1940 в Берлин отправился Вячеслав Молотов, снабжённый инструкциями Сталина. В ходе переговоров Молотов также обменивался телеграммами со Сталиным.
После возвращения Молотова из Берлина Сталин сделал вывод о том, что в Германии принято стратегическое решение о войне с СССР. 25 ноября 1940 Молотов передал послу Германии Вернеру Шуленбургу проработанный официальной Москвой проект советско-германского соглашения, однако ответа из Берлина не последовало.
В январе 1941 года высшим командованием вооружённых сил СССР были проведены две штабные игры на картах для анализа предстоящего конфликта СССР и Германии, на которых присутствовал Сталин.
12—13 апреля 1941 Сталин и министр иностранных дел Японии Мацуока провели заключительный этап переговоров, результатом которых стало урегулирование советско-японских отношений на Дальнем Востоке и подписание пакта о нейтралитете.
5 мая 1941 года Сталин выступает с речью перед выпускниками военных академий, в которой даёт понять, что предстоит война с Германией. Тогда же в Генеральном штабе был разработан план стратегического развёртывания на случай войны с Германией и её союзниками. План предусматривал нанесение главного удара на юго-западном направлении. Эта идея и всё планирование исходили из того, что основные силы Германии будут сосредоточены для захвата Украины (а не Москвы) — решение, в выработке которого участвовали Сталин, Жуков и Тимошенко.
6 мая 1941 года Сталин стал[прояснить] Председателем Совнаркома СССР.
В июне 1941 года Сталин ведёт активные военные приготовления. Так, 18 июня войска приграничных округов выдвигаются к границам и приводятся в боевую готовность. Сведения, предоставляемые в больших количествах агентурной разведкой о дате нападения, были крайне противоречивы, сообщали различные даты, среди которых была и дата 22 июня. Одни историки видят в этом ошибку Сталина, указывая, что у Сталина были самые подробные и достоверные сведения о дислокации и численности германской армии и её планах. Согласно другим свидетельствам, Сталин был уверен, что Гитлер не нападёт, пока не покончит с Англией, и что нападение следует ждать не раньше весны 1942 года, всё же противоречащее этой уверенности отметал как дезинформацию и провокацию. Следует учитывать, что Германия успешно проводила кампанию по дезинформации противника. Сталину поступали противоречивые данные с большой разницей в датах. Предупреждения из Англии считались дезинформацией, так как вступление в войну СССР было на руку Англии и не выгодно в тот момент для СССР.
По мнению российского историка Куманева Г. А. все данные свидетельствуют якобы только о подготовке к отражению агрессии. В одной из своих статей он пишет по этому поводу: «к началу Второй мировой войны с учётом возросшей силы оружия, возможных стремительных перебросок войск, разнообразия оперативного манёвра на колесах и по воздуху стратегия большинства европейских стран, как правило, ориентировалась не на позиционную оборонительную, а на наступательную войну, на манёвренность в ней. И ставка Красной Армии на наступательную войну (разумеется, после быстрого отражения агрессии) в привязке к конкретным условиям 1941 года определялась необходимостью выбора лучшего стратегического плана ведения современной войны. К тому же в то время стало совершенно очевидным, что сугубо оборонительная стратегия французского премьера Даладье — он постоянно говорил о „героизме обороны“ — проявила себя не лучшим образом и сказалась в ходе войны отнюдь не в пользу Франции. Больше того — даже оборонительная стратегия любой страны уже тогда в обязательном порядке предусматривала развертывание операций на чужой территории.»

### Резолюция Европарламента относительно межвоенного периода
19 сентября 2019 года Европарламент принял резолюцию «О важности сохранения исторической памяти для будущего Европы» (англ. European Parliament resolution of 19 September 2019 on the importance of European remembrance for the future of Europe, за номером — 2019/2819RSP) в которой высказано осуждение Договора о ненападении между Германией и Советским Союзом и Договора о дружбе и границе между СССР и Германией, которые, согласно резолюции, «поделили Европу и территории независимых государств между двумя тоталитарными режимами, что проложило дорогу к началу Второй мировой войны». За резолюцию проголосовали 535 евродепутатов, 66 проголосовали против и 52 воздержались.
В частности, в резолюции говорится, что Вторая мировая война явилась «непосредственным результатом Пакта Молотова — Риббентропа и его секретных протоколов, которыми два тоталитарных режима, имевшие общей целью завоевание всего мира, поделили Европу на зоны влияния».
Резолюция обвинила российское руководство в «искажении исторических фактов и оправдании преступлений советского тоталитарного режима», расценивая эти действия как часть «информационной войны против демократической Европы с целью расколоть её». Европарламент призвал Еврокомиссию противостоять этим действиям — в частности, запретить использование нацистских и коммунистических символов в публичном пространстве. По мнению авторов резолюции, сохранение в некоторых странах ЕС памятников и мемориалов (парков, площадей, улиц), прославляющих тоталитарные режимы, способствует «искажению исторической памяти о Второй мировой войне и пропаганде тоталитарной политической системы».

## Великая Отечественная война
22 июня 1941 года вооружённые силы нацистской Германии перешли границу СССР, началась Великая Отечественная война.

#### Ситуация в стране на момент нападения
К моменту начала Великой Отечественной войны силы Красной армии были стянуты к западным границам, снабжающие склады также находились близко к границе. Некоторые историки считают такое положение складов, а также слабую подготовку РККА к оборонным действиям — следствием, а вместе с тем и явным свидетельством подготовки именно превентивной войны. Военно-теоретических работ с таким названием, равно как и выступлений на конференциях (например, декабрьской 1940 г.) в предвоенный период не было, в то время как доклады и работы с названиями «наступательная операция» численно доминировали. Эти обстоятельства, в сочетании с относительно невысоким уровнем обучения личного состава и относительно низким качеством управления обусловили ряд крупных военных катастроф и неудач РККА в первые месяцы войны.

#### Директива № 1
В ночь на 22 июня Сталин отверг предложенную начальником Генерального штаба Г. К. Жуковым директиву, сказав:
Такую директиву сейчас давать преждевременно, может быть, вопрос ещё уладится мирным путём. Надо дать короткую директиву, в которой указать, что нападение может начаться с провокационных действий немецких частей. Войска приграничных округов не должны поддаваться ни на какие провокации, чтобы не вызвать осложнений.
После чего он утвердил текст директивы «О приведении в боевую готовность войск в связи с возможным нападением нацистской Германии на СССР», составленный по его указаниям Г. К. Жуковым и Н. Ф. Ватутиным; она была подписана затем Жуковым и наркомом обороны С. К. Тимошенко. В директиве говорилось о возможном внезапном нападении немецких войск 22—23 июня на войска советских западных округов, которое, согласно директиве, «может начаться с провокационных действий». Командующим округов предписывалось «не поддаваться ни на какие провокационные действия, могущие вызвать крупные осложнения». «Одновременно войскам <…> быть в полной боевой готовности, встретить возможный внезапный удар немцев или их союзников». Следовало скрытно занять войсками «огневые точки укреплённых районов на государственной границе», рассредоточить по полевым аэродромам всю авиацию, тщательно её замаскировать. Привести в боевую готовность части, рассредоточить их и замаскировать. Привести в боевую готовность противовоздушную оборону «без дополнительного подъёма приписного состава». Последний пункт директивы гласил: «Никаких других мероприятий без особых распоряжений не проводить».
А. М. Некрич, впервые введший документ в научный оборот, считает, что директива «носила странный и противоречивый характер. В ней, как в двух каплях воды, нашли отражение сомнения и колебания Сталина, его неоправданные расчёты, что вдруг удастся избежать войны».. По мнению К. Плешакова, «директива сулила катастрофические последствия» и совершенно сбивала с толку войска на границе, ввиду невозможности отличить «провокацию» от начала войны. Военный исследователь, полковник Генерального штаба. М. Ходоренок характеризует эту директиву как «на редкость безграмотную, непрофессиональную и практически невыполнимую»; он считает, что директива своим запретом отвечать на «провокации» дезориентировала командование и сыграла отрицательную роль.

#### Начало войны
Первой реакцией Сталина и командования было стремление действовать по ранее разработанным планам. В 7 часов 15 минут была издана «Директива № 2» (автор текста — Г. К. Жуков, вновь составивший её по предписаниям Сталина, которые, по словам самого Жукова, вызвали у него недоумение). Директива предписывала всеми силами и средствами обрушиться на вражеские силы и уничтожить их в районах, где они нарушили границу, но самим границу не переходить. Директива № 3, изданная в 21:15 того же дня предписывала войскам вторгнуться на территорию противника. Юго-Западному фронту предписывалось «окружить и уничтожить группировку противника, наступающую в направлении Владимир-Волынский и Броды. К исходу 24 июня овладеть районом Люблин». Западному и Северо-Западному фронтам аналогичным образом предписывалось овладеть Восточной Пруссией. В результате силы Западного фронта, не располагая точными данными о силах противника, действовали неудачно. Силы Северо-Западного фронта в беспорядке бежали к Пскову, Юго-Западный фронт, где были сосредоточены основные силы Красной армии, смог относительно благополучно отступить на линию старых укреплений. Только после падения Минска 28 июня, была осознана необходимость перехода к стратегической обороне.

#### «Прострация» Сталина и создание ГКО
Вечером 29 июня, получив известия о падении Минска, Сталин заявил: «Ленин оставил нам великое государство, а мы его просрали», после чего уехал на Ближнюю дачу в Кунцево, где и находился, никого не принимая и не отвечая на телефонные звонки.. 30 июня около 4 часов в кабинете Молотова собрались Молотов, Маленков, Ворошилов, Берия, Микоян и Вознесенский. Обсудив сложившееся положение, решили (по предложению Берии) создать новый орган — Государственный Комитет Обороны, во главе которого должен встать Сталин, и ехать на Ближнюю Дачу — просить Сталина принять власть. Согласно воспоминаниям Микояна, Сталин встретил делегацию «странно»,  Берия, чей рассказ дошёл в изложении Хрущёва, прямо утверждает, что Сталин испугался ареста. Однако, когда приехавшие стали упрашивать его сконцентрировать в своих руках власть, Сталин успокоился и вернулся к государственным делам; тут же был создан ГКО и распределены обязанности..
В журнале приёмов, который вёл секретарь Сталина, отсутствуют записи о посещениях за 29 и 30 июня. Позднее сам Сталин упомянул, что ночь с 29 на 30 июня 1941 г. была для него самой тяжелой и памятной.
01 июля совместное постановление Президиума Верховного Совета СССР, СНК СССР и ЦК ВКП(б) о создании Государственного Комитета Обороны во главе со Сталиным было напечатано во всех газетах.
3 июля Сталин выступил с обращением к народу. 8 июля Сталин был назначен Верховным Главнокомандующим. 19 июля 1941 года решением Президиума Верховного Совета СССР И. В. Сталин был назначен на должность наркома обороны СССР. В этой должности Сталин находился до самого окончания войны.

#### Поражения РККА летом-осенью 1941
К концу июля фактор внезапности прекратил своё действие, и фронт был временно стабилизирован по линии Псков-Смоленск-Коростень. Германские войска предпринимают две операции, приведшие к окружению и разгрому советских войск на юго-западном (Киев, август-сентябрь) и центральном (Вязьма-Брянск, октябрь) направлениях и глубокому прорыву немцев. На северо-западе немцы прорвались к Ленинграду и блокировали его. После ликвидации вяземского «котла» центральное направление было полностью оголено. 16 октября 1941 года, когда немцы находились у Можайска, было объявлено об эвакуации Москвы, однако Сталин остался в городе и очень быстро своими умелыми организационными действиями сумел прикрыть московское направление. Упорное сопротивление подразделений Красной армии замедлило темп немецкого наступления на Москву, что позволило советскому командованию собрать резервы и наладить оборону. Ударившие вслед за тем морозы в условиях неготовности немецкой армии вести действия зимой (по плану, вся кампания должна была закончиться до зимы) и её измотанности, сделали положение немцев крайне тяжёлым.

.
В своей речи от 6 ноября 1941 года Сталин объяснил неудачное для РККА начало войны «нехваткой танков и отчасти авиации». По мнению современных историков, аргументы о количественном или качественном превосходстве германской техники накануне войны совершенно не обоснованы. Так, на начало войны все имевшиеся на вооружении Германии танки были легче 23 тонн, в то время как у РККА имелись средние танки Т-34 и Т-28 весом свыше 25 тонн, а также тяжёлые танки КВ и Т-35 весом свыше 45 тонн.
| Категория                | Германия и её союзники | СССР (в западных округах) | СССР (всего)    |
| ------------------------ | ---------------------- | ------------------------- | --------------- |
| Личный состав            | 4,3 млн человек        | 3,1 млн человек           | 5,8 млн человек |
| Орудия и миномёты        | 42,601 шт.             | 57,041 шт.                | 117,581 шт.     |
| Танки и штурмовые орудия | 4,171 шт.              | 13,924 шт.                | 25,784 шт.      |
| Самолёты                 | 4,846 шт.              | 8,974 шт.                 | 24,488 шт.      |

По сведениям историка Б. И. Николаевского, на первоначальном варианте знамён для вручения полкам, получившим звание гвардейских, была надпись «За Сталина!», однако Сталин распорядился её снять и оставить лишь надпись «За Родину!» В разговоре с У. Гарриманом осенью 1941 года, Сталин признался: «Мы знаем, народ не хочет сражаться за мировую революцию; не будет он сражаться и за советскую власть. Может быть, будет сражаться за Россию».

#### Победа под Москвой
Уже в середине ноября советские войска перешли в контрнаступление под Тихвином и Ростовом, а в начале декабря 1941 перешли в наступление на подступах к Москве и отбросили немецкую армию на 100—200 км. В то же время была в основном завершена эвакуация промышленности на восток, эвакуированные заводы начали постепенно увеличивать выпуск военной продукции. В указанных событиях важную роль сыграли военачальники, выдвинутые Сталиным в предвоенные годы на смену жертвам «чисток» 1937 года — Жуков, Конев, Василевский. Германия рассчитывала на быструю победу по типу западных стран, однако героическое сопротивление советского народа похоронило немецкий план «блицкрига», и война приняла затяжной характер.

#### Дальнейшие события войны
Весной 1942 года Красная Армия предприняла серию наступлений на нескольких фронтах (наступление на Харьков, десант в Керчи, попытка прорыва блокады Ленинграда). Под Харьковом поражение имело тяжелые последствия, в окружение попала большая часть наступающих. Своих целей операции не достигли. В летнюю кампанию 1942 года Германия перенесла центр тяжести удара на юг. Её войска дошли до Сталинграда, где они были остановлены, окружены и разгромлены. А после Курской битвы в 1943 году инициатива до конца войны переходит к Красной Армии.
С началом войны Сталин — Председатель Государственного Комитета обороны, нарком обороны и Верховный Главнокомандующий Вооружёнными Силами СССР. В приказе Ставки Верховного Главнокомандования № 270 от 16 августа 1941 года было сказано: «Командиров и политработников, во время боя срывающих с себя знаки различия и дезертирующих в тыл или сдающихся в плен врагу, считать злостными дезертирами, семьи которых подлежат аресту как семьи нарушивших присягу и предавших свою Родину дезертиров». Советские солдаты, вышедшие из окружения или вернувшиеся из плена, попадали в фильтрационные лагеря, после которых подавляющее большинство возвращалось на фронт (до 95 % среди солдат, меньше — среди офицеров). Однако после войны многие бывшие пленные были подвергнуты притеснениям. По подсчётам кандидата исторических наук Игоря Кузнецова, всего через ГУЛАГ прошло до 80 % бывших пленных, то есть 2 млн человек.
В начале войны была осуществлена депортация немцев Поволжья в Сибирь и Центральную Азию. Это событие не является уникальным и укладывается в русло тогдашней мировой политики в странах антигитлеровской коалиции (например, концентрационные лагеря для японцев в США). В 1944 по обвинению в пособничестве врагу были депортированы крымские татары, чеченцы и некоторые другие народы Кавказа, значительная часть которых поддержала оккупировавшие их войска Германии. При этом массовые депортации народов в СССР имели место и ранее — в 1937 году началось постепенное переселение корейцев с Дальнего Востока (около 300.000 человек) из-за подозрений в японском шпионаже.
Во время войны Сталин был удостоен звания Героя Советского Союза, награждён двумя орденами «Победа» и орденом Суворова 1-й степени. 6 марта 1943 года Сталину было присвоено звание Маршала Советского Союза, а 27 июня 1945 — специально введённое днём ранее высшее воинское звание Генералиссимуса Советского Союза. После окончания войны Сталин ещё некоторое время продолжал возглавлять военное ведомство (до февраля 1946 года — нарком обороны, а до марта 1947 года — министр вооружённых сил СССР).

## Сталин и Антигитлеровская коалиция
Несмотря на идеологическую неприязнь, руководству СССР, Великобритании и США удалось создать Антигитлеровскую коалицию и открыть второй фронт в 1944 году. На встречах с руководством стран коалиции (визиты Черчилля в Москву 12—16 августа 1942 и 9—18 октября 1944, переговоры с де Голлем 2-8 декабря 1944, Тегеранская конференция, Ялтинская конференция) Сталин показал себя как твёрдый и жёсткий дипломат.
4 января 1943 года американский журнал «Time» назвал Сталина «человеком года».
По распоряжению Сталина Черчилль и Рузвельт были доставлены к месту конференции в Ялте с аэродрома в Саки по маршруту, пролегавшему мимо мест боев, чтобы лидеры союзников увидели всю тяжесть войны, которую вёл Советский Союз. В ходе конференции Рузвельт признался, что был потрясён увиденным в горах Крыма.

## Оценка роли Сталина в послевоенное время
Мы победили, невзирая на товарища Сталина.
Рядом коммунистических партий и организаций, заслуга победы в Великой Отечественной войне часто приписывается Иосифу Сталину, так как именно он руководил в тот период Советским Союзом и совместно со странами союзниками победил нацизм. Это утверждение также активно распространялось в советский период.
Вместе с тем некоторые политики, деятели науки, культуры и искусства, историки, социологи, ветераны, а также представители московского патриархата придерживаются мнения, что победа состоялась не благодаря, а вопреки Сталину. В открытом письме 25-ти деятелей советской науки, литературы и искусства (1966 год) выражено мнение об ответственности Сталина за неготовность к войне. В 2010 году Президент России Дмитрий Медведев также заявлял о том, что Великую Отечественную войну выиграл народ, а не Сталин, хотя в 2012 году изменил своё мнение на противоположное: «это была победа всей страны, в том числе и руководства, какое бы оно ни было и как бы мы к нему ни относились <…> это всё-таки была их победа. И не только победа народа, но и тех решений, которые тогда принимались. И это было сделано не вопреки, а совместно».
Также различные авторы ставят в вину Сталину:
- Репрессии в РККА 1937—1938[54][55];
- Игнорирование предупреждений разведки, что Германия готовится к нападению на СССР[56][57][58];
- Советско-германские соглашения 1939 года;
- Депортации народов в СССР в военный, предвоенный и послевоенный период;

## Сталин как полководец
Согласно воспоминаниям Г. К. Жукова, незадолго до войны Сталин убеждал Жукова и Тимошенко, что большой угрозы нет, так как на границе у СССР больше дивизий, чем у Германии. Когда военачальники доложили, что по данным разведки каждая немецкая дивизия укомплектована и вооружена по штатам военного времени и почти вдвое превосходит советскую по численности, Сталин резко ответил: «Не во всем можно верить разведке». Также Сталин не доводил сведения о разведывательных данных до командования армией, считая, что только он знает, что им необходимо знать.
Когда Хрущёв оторвался от текста и, в запале жестикулируя, произнес: «А он, Сталин, руководил фронтами по глобусу», все молчали, даже военачальники. Им-то было что сказать, чем возразить. В другой бы партии, наверное, крикнули бы, не выдержали: «Неправда!», а тут смолчали.
Распространено мнение о выдающихся полководческих способностях Сталина. Как подчеркивает Жуков, в обеспечении операций, создании стратегических резервов, в организации производства боевой техники и всего необходимого для фронта Сталин проявил себя «выдающимся организатором». Однако между организационными и полководческими способностями существует большой разрыв, а вышеприведённое место из Жукова противоречит другим местам из его мемуаров: «Основных законов оперативно-стратегического искусства И. В. Сталин не придерживался» (о Сталине в разгар Курской битвы), и далее: «Он был подобен темпераментному кулачному бойцу, часто горячился и торопился вступить в сражение. Горячась и торопясь, И. В. Сталин не всегда правильно учитывал время, необходимое для всесторонней подготовки операции.» (С. 163). Разумеется, любая критика и сомнения в компетентности сталинского полководческого гения в сталинские годы сурово карались как «пораженческая, профашистская агитация, гнусная клевета на руководство партии правительства», за которую в военное время полагался расстрел, типичный для того времени состав преступления: «профашистская агитация — в пьяном виде назвал руководство правительства бездарным. Приговор: ВМН».
Известна оценка, данная И. В. Сталину в книге Г. К. Жукова «Воспоминания и размышления», вышедшей после снятия Н. Хрущёва:

«Могу твердо сказать, что И. В. Сталин владел основными принципами организации фронтовых операций и операций групп фронтов и руководил ими со знанием дела, хорошо разбирался в больших стратегических вопросах… В руководстве вооружённой борьбой в целом И. В. Сталину помогали его природный ум, опыт политического руководства, богатая интуиция, широкая осведомлённость. Он умел найти главное звено в стратегической обстановке и, ухватившись за него, оказать противодействие врагу, провести ту или иную наступательную операцию. Несомненно, он был достойным Верховным Главнокомандующим».

Одновременно, рассматривая издание книги в контексте времени, стоит отметить, что после снятия Хрущёва в КПСС усились просталинские тенденции в лице Брежнева и некоторых других деятелей, что теоретически также могло способствовать такой публикации.
Адмирал Кузнецов, командующий ВМФ в годы Великой Отечественной войны, полагает: «Неправильно утверждать, что он был неуч и управлял войной по глобусу, но нельзя не сказать и о его ошибках в военном деле, нежелании прислушаться к военачальникам при своей недостаточной компетенции… Он мог наметить высадку десанта в Керчи, не обсудив предварительно о нужных средствах и сроках готовности… Чистой воды волюнтаризм». Он отмечает, что все военачальники, кто встречался со Сталиным, насколько ему известно, согласны с жуковской оценкой Сталина как «достойного Верховного главнокомандующего», хотя при этом «у всех возникал вопрос: почему им были допущены просчёты с началом возможного нападения на нас фашистской Германии и не были приняты все меры по повышению готовности?». Кузнецов подчеркивает прежде всего «железную волю» Сталина, сыгравшую, по его мнению, решающую роль. По утверждению Кузнецова, Сталин в дни битвы под Москвой «с удивительным упорством собирал резервы для контрнаступления и провёл это в жизнь. Казалось, нереальная в тех условиях победа под Москвой стала возможной…». Похожая ситуация, отмечает Кузнецов, сложилась и под Сталинградом, когда решением Ставки и Сталина в район боев упорно стягивались резервы, впоследствии определившие исход битвы. Кузнецов подчеркивает, что при огромной роли полководцев, «проводивших планы операции в жизнь, зарождение идеи в Ставке и воля Верховного Главнокомандующего определяли успех сражения».
Замначальника Генштаба С. М. Штеменко в своих мемуарах также высоко оценивает заслуги Сталина в руководстве войной. По мнению журналиста Р. Б. Лерт, конкретный анализ мемуаров Штеменко демонстрирует несколько военных идей, принадлежащих лично Сталину.
Среди теоретиков и практиков малой войны были видные октябрьские и послеоктябрьские политические деятели. В тридцатые годы все они, за малым исключением, оказались «врагами народа». Их судьба известна. Но всё то, что было связано с их именами, в первую очередь их литературные труды, предавались забвению через уничтожение. Подобная участь постигла и книги, в которых эти авторитеты упоминались в связи с прошлыми партизанскими заслугами.
В вину лично Сталину критики ставят отсутствие накануне войны оборонительных планов, и соответствующих им мероприятий, исходившее из общей доктрины («воевать малой кровью, большим ударом, на чужой территории»), не предусматривавшей и мысли о возможности обороны, с учётом того, что предыдущая военная доктрина, доктрина Фрунзе (о партизанской войне на своей территории против вторгшегося агрессора) и все основывавшиеся на ней оперативные планы были уничтожены ещё в 1930-е годы, а вместе с ними и кадры, профессионально и всесторонне подготовленные к ведению такого рода войны, как и кадры которые их готовили к этому, — под «каток» сталинских репрессий в рамках «расследования» мерещившегося верховной власти повсюду заговора скрытых врагов и шпионов среди военных массово уничтожались не только офицеры довоенного резерва, которым предстояло возглавить на местах партизанские отряды и ячейки подпольщиков в грядущей войне, но и военные теоретики, преподаватели военных учебных заведений, считающиеся современной военной наукой «отцами партизанской войны» (уделявшие особое внимание феномену массового участия местного населения в партизанских формированиях Я. К. Берзин, В. К. Блюхер, И. Э. Якир, А. С. Бубнов, авторы трудов по методике партизанской войны М. А. Дробов, П. А. Каратыгин, М. С. Свечников, автор «стратегии измора» противника А. А. Свечин, за редким исключением практически все поголовно офицеры-участники партизанской войны в Испании, и многие другие). Авторы трудов по теории партизанской войны не просто были уничтожены физически, их имена были стёрты из советской военной науки, труды изъяты из библиотек и уничтожены. Непоследовательность и самодурство власти заставляли оставшихся в живых специалистов надолго «забыть» о партизанской войне и лишь следовать за колебавшейся из одной стороны в другую «генеральной линией». Подготовленная на случай войны обширная, разветвлённая и тщательно засекреченная материальная база партизанского движения была уничтожена, — секретные склады, арсеналы, хранилища, убежища, тайники, защитные сооружения были местами засыпаны, а местами рассекречены и использовались в качестве овощехранилищ и тому подобных хозяйственных объектов. Под страхом безосновательной расправы ходили даже наиболее преданные власти кадры (известный в будущем Сидор Ковпак, когда за ним в 1937 году прибыли сотрудники НКВД, избежал ареста скрывшись в Путивльских лесах, ставших впоследствии легендарной «партизанской территорией», а его комиссар Семён Руднев в эти же годы просидел в тюрьме почти два года). Более того, парадоксально, но в июле—августе 1941 года, когда встал вопрос об организации партизанской борьбы в СССР, организаторы обратились не к Дробову и Каратыгину, а к архивам двадцатилетней давности, во многом устаревшим, инструкциям 1918 года, касающимся революционного партизанства-повстанчества периода гражданской войны. Поскольку прагматичные наработки репрессированных авторов, как правило, были уничтожены или же легли на полки спецхрана, а призывы к подготовке партизанской войны расценивались властью как проявление «пораженчества» и пресекались жесточайшим образом. В результате увидевшие свет только в 1942—43 гг. методички устарели ещё до того, как их стали публиковать, да и попасть в руки тех, кому они предназначались, они уже не могли, в отличие от уничтоженных ещё до войны запасов, наставлений и материалов. Практика партизанской борьбы в третьем периоде Великой Отечественной войны привела к тем же выводам, что и труды репрессированных военных учёных, но достигнуто это было ценой неисчислимых человеческих жертв.
Есть предположение, что именно Сталин, вопреки мнению всех военных запрещавший выводить войска из полуокруженного Киева — непосредственный виновник Киевской катастрофы. В этом его обвиняет в частности Г. К. Жуков. Полагают также, что Вяземская катастрофа, поставившая под угрозу Москву (при том, что немцы не имели на этом направлении подавляющего преимущества), была вызвана некомпетентными распоряжениями Сталина, в частности неудачным расположением войск и его путаной и запоздалой директивой о переходе к стратегической обороне от 27 сентября. Известный советский диверсант Илья Старинов, характеризуя степень компетентности Сталина в его профессиональной области, особо выделяет требования Сталина поджигать леса, определяемое им как «несусветная чушь», а также его требование сжигать населённые пункты («гони немца на мороз!»), по мнению Старинова столь же жестокое, сколь бессмысленное и политически вредное (ибо настраивало население против партизан — см. Зоя Космодемьянская).
Старинов приводит и солдатскую оценку полководческого стиля Сталина. По его словам, после кровопролитного и, считаемого некоторыми, бессмысленного (так как финны все равно оставляли город) штурма Выборга, проведённого по личному приказу Сталина, он «впервые» услышал от раненых, «что ему (Сталину) не жалко русской крови».
По утверждению наркома вооружений Ванникова, Сталин вопреки его возражениям и по предложению маршала Кулика порекомендовал комиссии, занимавшейся этим вопросом, заменить танковые 76-мм орудия на 107-мм (к началу войны танковая промышленность не сумела освоить применение данного орудия), мотивировал он это словами: «107-мм пушки очень хорошие. Я помню, как они показали себя во время Гражданской войны». Таким образом, он предвосхитил дальнейшее развитие танкового вооружения, выразившееся в увеличении калибра и мощности орудий.
Постановка 107-мм пушкой на танк КВ могла существенно увеличить его полезность в бою. К 1942 году перед руководством вооружённых сил встал вопрос: либо вообще не использовать КВ, либо ставить на них действительно мощные орудия. Для этого и пригодилась бы 107-мм пушка. Но к тому времени все они были переплавлены. Когда в 1943 году на поле боя появились немецкие «Тигры», выяснилось, что отечественным танкам с ними попросту нечем бороться. Сохранить оброноспособность войск на танкоопасных направлениях помогало применение артиллерии и кумулятивные бомб ПТАБ-2,5-1,5 (кстати, этот вид вооружения был принят с подачи именно Сталина, и начал применяться лишь с его личного разрешения во время битвы на Курской Дуге, что явилось очередным «неприятным сюрпризом» для германских войск).
Одновременно существуют обвинения Сталина в принятии плана стратегического контрнаступления зимой 1941—42 гг., окончившееся неудачей. При этом Сталин пошёл вопреки мнению большинства военных, в том числе и Жукова:

«Маршал Василевский: „В ходе общего наступления зимой 1942 года советские войска истратили все с таким трудом созданные осенью и в начале зимы резервы. Поставленные задачи не удалось решить“. Академик Самсонов: „…переход в общее наступление на всех основных стратегических направлениях без достаточного учёта реальных возможностей фронтов провалился“. Я так подробно остановился на проблеме разграничения контрударов и общего наступления, чтобы стало отчетливее видно, почему прежде всего сам Сталин, а за ним почти все наши военные историки и теоретики „объединяли“ их в одно контрнаступление, начинающееся 5 декабря. Проще всего объяснить такие действия Сталина диктаторской инерцией мирного времени. В какой-то мере это, как говорится, имело место. Но попытаемся понять его намерения. Сталин не из тех, кто принимает решения, не взвесив все за и против. В данном случае он видит такую реальную картину: гитлеровская армия понесла большие потери в многочисленных, пусть даже победных операциях. В сражении за Москву она окончательно выдохлась, это подтверждается тем, что после контрударов Жукова наличными силами гитлеровские дивизии попятились назад. Есть все основания предположить, что под общим ударом всех фронтов, не позволяющих противнику маневрировать, покатится на Запад, а возможно и рухнет весь Восточный фронт немцев. Поэтому Сталин и замышлял общее наступление от Балтийского до Чёрного моря. Логика в таком суждении есть. Но дело в том, что логика в военном деле не идентична с логикой в философии, тут свои особенности, свои невидимые подводные камни. Напомним только об одном — о боевом духе, моральном состоянии войск. Соотношение сил может быть в пользу одной из сторон, и логика в таком случае подсказывает превосходство этой стороны. Однако низкое моральное состояние (тот самый подводный камень) приведёт к поражению более сильную сторону. В контрнаступлении под Москвой боевой дух Советской Армии был на подъёме: после долгих неудач погнали, наконец, гитлеровцев назад. Сталин имел все основания опираться на этот фактор. Это, как говорится, то, что на поверхности, видимое всем, кто присутствовал на совещании Ставки, и понятное Генштабу, который оформлял решение Сталина на общее наступление. Но, как выяснилось совсем недавно (я эти документы увидел, только уже работая над этой книгой — в 1999 году), у Сталина были ещё свои, никому не известные, далеко ведущие стратегические расчёты. Сталину казалось, что общее наступление советских войск деморализует германское руководство, которое увидит свои отступающие по всему фронту войска и пойдёт на мирные предложения, которые выдвинет он, Сталин. Верховный Главнокомандующий не посоветовался по этому поводу со своими полководцами, и даже с членами Политбюро, поэтому никто из них не упоминает об этой попытке ни в устных воспоминаниях, ни в опубликованных мемуарах.»

В. Карпов, «Генералиссимус», книга 2. Интернет-версия Онлайн-библиотеки erLIB.com
Как полагают сторонники критической точки зрения, только после катастрофических поражений 1941 и 1942 годов Сталин «чему-то научился». В то же время нелепо все неудачи первых лет войны приписывать одному человеку, не учитывая огромную работу И. Сталина по увеличению обороноспособности страны, произошедшей в предвоенные годы.
Однако, сомневаясь в стратегических талантах Сталина, ряд историков при этом признаёт его выдающиеся таланты организатора и руководителя. После окружения войск под Брянском и Вязьмой, за короткий промежуток времени Ставка ВГК сумела фактически вновь воссоздать группировку войск на западном направлении, что в конечном счёте предопределило победу под Москвой. «Возрождение военной мощи русских, — писал по этому поводу английский историк Кларк в книге „Москва 1941 года“, -…одно из самых выдающихся достижений в военной истории».
Требование ГКО и лично Сталина постоянно увеличивать производство танков заставляло всемерно удешевлять производство, постоянно сокращая трудозатраты. К началу 1945 года трудоёмкость изготовления Т-34 снизилась по сравнению с 1940 г. в 2,4 раза, в том числе бронекорпуса — в 5 раз, дизеля — 2,5 раза. И это в условиях, когда без снижения количества производимых машин был совершен переход к производству усовершенствованных Т-34-85 вместо Т-34. На протяжении всей войны советская промышленность сохранила абсолютное превосходство в количестве произведённых танков, благодаря простоте и надёжности. Современные исследователи утверждают, что именно эти качества позволили наиболее эффективно достичь победы. С другой стороны Сталин лично настаивал на улучшении танка Т-34.
23 мая 1944 в Ставке обсуждался план предстоящего наступления в Белоруссии. Разработка этого плана «велась на основе предложений командующих фронтами, которые знали обстановку до деталей». Командующий 1-м Белорусским фронтом Рокоссовский вспоминал: «Наши соображения о наступлении войск левого крыла фронта на люблинском направлении были одобрены, а вот решение о двух ударах на правом крыле подверглось критике» со стороны Сталина и его заместителей (Жукова и Василевского). Они выдвинули свой вариант. Рокоссовский не соглашался. Сталин дважды предлагал Рокоссовскому «выйти и обдумать» свои возражения, но тот настойчиво отстаивал своё мнение. После этого Сталин подписал план в его редакции. «Настойчивость командующего фронтом, — сказал Сталин, — доказывает, что организация наступления тщательно продумана. А это надёжная гарантия». Вскоре реализация этого плана привела к разгрому немецких войск в Белоруссии, а Рокоссовскому было присвоено звание Героя Советского Союза.
Другой эпизод рассказан в мемуарах Штеменко. Командующий Карельским фронтом К. А. Мерецков иллюстрировал свой доклад в Ставке демонстрацией макета местности и аэрофотосъёмки неприятельских укреплений. Сталин, не любивший «наглядных пособий», резко прервал Мерецкова словами: «Что вы нас пугаете своими игрушками? Противник, по-видимому, загипнотизировал вас своей обороной… У меня возникает сомнение, сможете ли вы после этого выполнить поставленную задачу». Сталин не дал Мерецкову закончить доклад.
Адмирал Кузнецов вспоминает: «однажды Сталин высказал мнение об использовании эсминцев на Волге. Когда же я доложил, что для них это невозможно, если даже они и будут туда как-нибудь переведены, то он, водя пальцем по сухопутной карте вверх и вниз по течению реки, ругал меня, а стоявший около него Маленков поддерживал его, приговаривая, что я, очевидно, недостаточно разобрался в этом».
Критически настроенные историки обвиняют Сталина даже не в том, что он сам плохо разбирался в военном деле, а в том, что он и его аппарат государственной безопасности уничтожили высший командный состав армии накануне войны.
Диссидент Петр Григоренко считает Сталина и Берию главными виновниками поражений Советского Союза в начале войны..
Согласно Григоренко, «колоссальные, ни с чем несравнимые потери, затронувшие каждую советскую семью, — результат, прежде всего, той страшной „чистки“, которая была проведена Сталиным среди руководящих кадров во всех областях нашей государственной и общественной жизни». Григоренко пишет об «уничтожении, как „врагов народа“ и „агентов иностранных разведок“ — М. Н.
Тухачевского, В. К. Блюхера, А. И. Егорова, И. П. Уборевича, И. Э. Якира, а также командовавших военно-морским флотом В. И. Орлова и В. П. Викторова; — о гибели ВСЕХ командующих военными округами…».
Однако иные исследователи, например, историк Михаил Мельтюхов, опровергают мнение, что чистки в верхах армии оказали серьёзное влияние на её боеспособность. Мельтюхов проводит сопоставление динамики роста армии и количества уволенных и репрессированных членов командного состава. Он показывает, что только в период конец 1939 года — конец 1940 года штатная численность ВС СССР возросла в полтора раза, тогда как по состоянию на начало 1940 г, по ряду источников было уволено из-состава ВС порядка 45 тыс. офицеров по различным статьям, из которых аресту подверглось порядка 10 тыс. человек, однако, сколько было арестовано по дисциплинарным, а сколько по политическим мотивам, автор не уточняет. Согласно данным Мельтюхова, из числа уволенных было восстановлено в должности порядка 12 тыс. офицеров. Согласно его заключению, неудачи первого периода войны были связаны не с «чистками», а с недостаточной подготовленностью и некомплектом командного состава, вызванные быстрым ростом ВС.
.